# Ernst Jünger
Ernst Jünger (født 29. marts 1895, død 17. februar 1998) var en tysk soldat, forfatter og entomolog. Udover sine romaner, dagbøger og filosofiske essays, er han mest kendt for I stålstormen, en beretning om hans oplevelser ved fronten under 1. verdenskrig.

## Liv og virke
Jünger blev født i Heidelberg i en middelklassefamilie og voksede op i Hannover som søn til en ingeniør, der senere blev apoteker. Som ung var han med i Wandervogel-bevægelsen. I 1913 meldte han sig til Fremmedlegionen, men kom ved sin fars hjælp ud igen efter blot et år. Siden deltog han i 1. verdenskrig som løjtnant i den tyske hær. I 1918 modtog han den højeste militære orden, Pour le Mérite.
Han debuterede allerede i 1920 med erindringsbogen In Stahlgewittern (dansk oversættelse, I stålstormen, 2012). Bogen var særlig, da den beskrev krigens forløb set fra skyttegravene, uden nogen baggrund for krigen, men med et æstetisk blik, der tydeligt var fascineret af krigens aspekter.
Jünger skrev igennem 20'erne flere bøger om 1. verdenskrig, nogle mere eller mindre filosofiske, kraftigt inspireret af Nietzsche. Samtidigt studerede han biologi, zoologi, botanik og filosofi på universitetet i Leipzig. Han blev i den periode venner med Martin Heidegger og Carl Schmitt.
I 1939 udkom Auf den Marmorklippen (dansk, På marmorklipperne, 1979), et metaforisk opgør med Hitlertyskland.
Jünger tjente som kaptajn i den tyske hær under 2. verdenskrig, det meste af tiden i Paris. Han var bekendt med Stauffenbergs plot mod Hitler, der var planlagt til at finde sted den 20. juli 1944, men slap med at blive smidt ud af hæren i stedet for at blive henrettet.
Jüngers dagbøger fra 2. verdenskrig udkom i tre etaper i henholdsvis 1942, 1949 og 1958 (dansk udvalg, Krigsdagbøger, 1964).
Det var meget omdiskuteret, da han i 1982 blev tildelt Tysklands højeste litterære pris, Goethe-prisen.  I Frankrig var han derimod højt respekteret, og fik to gange besøg af præsident François Mitterrand. Jünger var også populær i Spanien, der han i 1995 blev udnævnt til æresdoktor ved Alcalca-universitetet i Madrid. Han døde 102 år gammel i sit hjem i Wilflingen,  der nu er museum. 

## I stålstormen
Bogen er en slags roman, baseret på Jüngers dagbogsnedtegnelser fra 1. verdenskrig, først som rekrut og til sidst erfaren løjtnant. Det er en levende skildring af soldatliv set med tyske øjne. Bogen begynder, da Jünger går af toget i Champagne i december 1914; han havde hvervet sig som soldat ved krigens udbrud i august. I Champagne fik han sin "ilddåb" i skyttegravene og blev for første gang såret. Efter at være kommet til kræfter hjemme i Hannover, tog han seks ugers militæruddanelse og vendte tilbage til fronten som sergeant. Han deltog i slaget ved Somme, ved Langemarck og slaget ved Cambrai, mens han steg i graderne og blev tildelt Jernkorset. Så kom udnævnelsen til Stosstruppführer (= stødtroppefører). Dannelsen af "stødtropper" - også kaldt "stormtropper" og "choktropper" - i slutningen af 1915 var en reaktion på den stillestående skyttegravskrig. Det drejede sig om tropper bestående af særligt veltrænede, initiativrige soldater med tungere bevæbning end resten, deriblandt nye våben som flammekastere, håndgranater  og maskinpistoler. Stødtropperne gik til pludselige, uventede angreb på fjenden, og adskilte sig derved stærkt fra den statiske skyttegravskrig. For Jünger var nærkampen soldatlivets højdepunkt, krigen på sit mest intense, en tvekamp han skildrer som ekstatisk glæde eller raseri. 
I 1922 i bogen Kampen som indre oplevelse greb Jünger ligesom Nietzsche til Heraklits fragment: "Krigen, alle tings far," og fortsætter, "er også vores; han har hamret, mejslet og hærdet os til det, vi er." Et nyt menneske er "hamret" ud af kampens ild, og kendetegnes af sin oplevelse af krigen, hvor "vi styrter os som dykkere i oplevelsen, og vender ændret tilbage." Jünger hævder, at "den, som i denne krig udelukkende følte fornægtelse, kun sin egen lidelse og ikke BEJAELSEN...har oplevet krigen som en slave. Den har ikke haft nogen INDRE, snarere kun en ydre, oplevelse." Jüngers indre oplevelse af krigen som en form for livsbejaelse, noget "højere", bevægelse, energi, beskrev han som "livet selv, den store spænding, viljen til kamp og til magt." Stødtroppernes mænd kalder han "pragtfulde rovdyr" og "stålnaturer". Ligesom deres ydre er deres indre blevet "armeret". De er "stålskikkelser" med "ørneblik", "stålkontrol" og "iskold vilje", "legemliggjort energi" med våben, der er blevet en forlængelse af dem selv. For Jünger er krigen ikke kun beslægtet med lidenskab, men også med instinkt. I dybet af sin natur er manden en kriger. I kamp og krig "stiger dyret som et hemmelighedsfuldt uhyre frem fra sjælens grund". Hvis Jünger ellers var ærlig i sin beskrivelse af sit indre liv, følte han knapt frygt. Sorg nævnes sjældent; men da han fandt sin yngre bror hårdt såret efter slaget ved Langemarck, blev han grebet af dyb smerte. Medfølelse hører vi ikke meget om; men da han efter en nærkamp rettede sin pistol mod hovedet på en britisk officer, sparede Jünger hans liv, da officeren viser ham et billede af sin familie. Ensomhed beskrives, når Jünger var vagtpost om natten, i kontrast til dagens soldatfællesskab. 
Jüngers krigsforherligelse kan knyttes til hans beskrivelse af krigen som noget berusende, hvor han sammenligner soldaterne med "varulve, som hylende farer gennem natten, for at drikke blod." Udmærkelsen Pour le Mérite fik han tildelt, efter at tyskerne drev en gruppe skotske soldater tilbage. Jünger følte sig overvældet af en "sejrsrus", smed sit gevær væk og styrtede mod skotterne med de bare knytnæver. Fordi han var iført en britisk frakke, blev han skudt ned af en anden tysker. Da han senere var mere alvorligt såret af et lungeskud, blev han omringet af briter, men undslap dem: "Det store blodtab gav mig den samme frihed og lethed som i en rus." 